# 白音沟站
白音沟站是位于内蒙古自治区科尔沁右翼中旗白音沟的一个铁路车站，邮政编码029427。车站建于1981年，有通霍铁路经过该站，现不办理客货运业务，车站及上下行区间均未电气化。车站距离通辽站354公里，隶属沈阳铁路局，是五等站。